# Сульфид иридия(III)
Сульфид иридия(III) — неорганическое соединение, 
соль металла иридия и сероводородной кислоты с формулой Ir2S3,
коричневые кристаллы,
не растворяется в воде.

## Получение
- Нагревание серы и иридия в вакуумированной ампуле:

{\displaystyle {\mathsf {Ir+S\ {\xrightarrow {<1000^{o}C}}\ Ir_{2}S_{3}}}}
- Пропускание сероводорода через подкисленный горячий раствор хлорида иридия(III):

{\displaystyle {\mathsf {2IrCl_{3}+3H_{2}S\ {\xrightarrow {100^{o}C}}\ Ir_{2}S_{3}\downarrow +6HCl}}}
- Восстановление сероводородом раствора солей иридия(IV):

{\displaystyle {\mathsf {2H_{2}[IrCl_{6}]+4H_{2}S\ {\xrightarrow {}}\ Ir_{2}S_{3}\downarrow +S+12HCl}}}

## Физические свойства
Сульфид иридия(III) образует коричневые кристаллы,
не растворяется в воде, растворяется в сульфиде калия.

## Химические свойства
- Разлагается при сильном нагревании:

{\displaystyle {\mathsf {Ir_{2}S_{3}\ {\xrightarrow {1050^{o}C}}\ 2Ir+3S}}}